# Laurent Deville
Laurent Deville (24 november 1967) is een voormalig voetballer uit Luxemburg. Hij speelde als verdediger gedurende zijn carrière. Deville beëindigde zijn loopbaan in 2004 bij Swift Hesperange.

## Interlandcarrière
Deville kwam in totaal 17 keer (nul doelpunten) uit voor de nationale ploeg van Luxemburg in de periode 1998-2001. Onder leiding van bondscoach Paul Philipp maakte hij zijn debuut op 31 mei 1998 in de vriendschappelijke thuiswedstrijd tegen Kameroen (0-2), net als Christian Alverdi (CS Grevenmacher) en Gordon Braun (Jeunesse d’Esch). Zijn 17de en laatste interland speelde hij op 6 oktober 2001 in Belgrado tegen Joegoslavië (6-2).